# 农村居民人均纯收入
农民人均纯收入指农村住户当年从各个来源得到的总收入相应地扣除所发生的费用后的收入总和。纯收入主要用于再生产投入和当年生活消费支出，也可用于储蓄和各种非义务性支出。“农民人均纯收入”按人口平均的纯收入水平，反映的是一个地区或一个农户农村居民的平均收入水平。其计算方法是：农民人均纯收入=总收入-家庭经营费用支出-税费支出-生产性固定资产折旧-调查补贴-赠送农村外部亲友支出，然后除以全部家庭常住人口的值。
农村居民人均纯收入（农民人均纯收入）系中国内地城乡“二元制”户籍制度下核算反映农民收入的一个指标，相对于城镇居民，则为城镇居民人均可支配收入。属于定点调查数据，通过农村记账户常年记账获取。农村居民的收入包括农业生产领域、涉及的其他各个行业领域经营服务和外出务工获取的收入，今后改革的方向部份城乡，即通用的人均可支配收入。